# Châtelet, Hainaut
Châtelet (tiếng Wallon: Tcheslet) là một đô thị ở tỉnh Hainaut, bên sông Sambre. Tại thời điểm ngày 1 tháng 1 năm 2006, Châtelet có dân số 35.621. Tổng diện tích là 27,03 km² với mật độ dân số là 1.318 người trên mỗi km². Đô thị này gồm ba khu vực dân cư: Châtelet, Bouffioulx và Châtelineau.

## Cư dân địa phương nổi tiếng
- Octave Pirmez (1832-1883), tác gia
- Pierre Paulus (1881-1959), họa sĩ
- René Magritte (1898-1967), họa sĩ.

## Thành phố kết nghĩa
- Pháp: Vimoutiers
- Ý: Casteltermini